# Thelema.6
Thelema.6 är ett album av det polska black/death metal-bandet Behemoth, som gavs ut 2000 av Avantgarde Music. All text och musik är skriven av Nergal utom texterna till "Pan Satyros", "Inauguration of Scorpio Dome", "In The Garden of Dispersion" och "Vinvm Sabbati", vilka är skrivna av Krzysztof Azarewicz. Skivan spelades in i juli och augusti 2000 och Behemoth är själva producenter för albumet.
En begränsad utgåva med bonusspår gavs ut i digipack-format.

## Låtlista
1. "Antichristian Phenomenon" – 4:41
2. "The Act of Rebellion" – 3:49
3. "Inflamed With Rage" – 3:14
4. "ΠΑΝ ΣΑΤΥΡΟΣ" – 4:25
5. "Natural Born Philosopher" – 4:00
6. "Christians to the Lions" – 3:03
7. "Inauguration of Scorpio Dome" – 3:07
8. "In The Garden of Dispersion" – 3:32
9. "The Universe Illumination (Say 'Hello' to My Demons)" – 3:33
10. "Vinvm Sabbati" – 3:26
11. "23 (The Youth Manifesto)" – 4:01

### Begränsad utgåva
På en begränsade utgåvan om 1 000 exemplar fanns även följande bonusspår (spår 12-22 är "tomma", tysta spår "Untitled" är alltså spår 23).
23. "Untitled" – 0:30

24. "Malice" – 2:24

25. "Satanás" (Sarcófago-cover) – 2:07

26. "Hello Spaceboy" (David Bowie-cover) – 3:27

27. "From the Pagan Vastlands" – 3:13

## Banduppsättning
- Adam "Nergal" Darski - sång, gitarr
- Zbigniew Robert "Inferno" Promiński - trummor
- Mateusz Maurycy "Havok" Śmierzchalski - gitarr
- Marcin "Novy" Nowak - bas

### Gästmusiker
- Maciej Niedzielski - synthesizer